# Poetic Justice – Film o miłości
Poetic Justice – Film o miłości – melodramat produkcji USA, z 1993 roku. Film wyreżyserowany przez Johna Singletona. W głównych rolach wystąpili Janet Jackson i Tupac Shakur.

## Opis fabuły
Młoda kobieta, Justice jest świadkiem zabójstwa swojego chłopaka. Z tego powodu postanawia już się nigdy nie związać i podejmuje pracę fryzjerki. Jej jedynym sposobem na radzenie sobie z depresją i wszechobecną przemocą jest pisanie poezji. Wkrótce potem wyrusza z przyjaciółką w podróż do Oakland. Kierowcą samochodu jest listonosz Lucky, który wyraźnie interesuje się Justice.

## Obsada
- Tupac Shakur – Lucky
- Janet Jackson – Justice
- Regina King – Iesha
- Joe Torry – Chicago